# 劉以平
劉以平（1546年—？），字体衡，號蔚伊、又号近塘，山西平陽府蒲州猗氏縣人，民籍，明朝政治人物。

## 生平
萬曆七年己卯科山西鄉試第三十四名舉人，萬曆八年（1580年）庚辰科會試第二百四十名，三甲第一百五十二名進士。大理寺觀政，丁憂歸。十一年授户部主事，十五年升员外郎，十六年升郎中，本年十一月出任潞王府右长史，十七年加四品服俸。
萬曆三十四年（1606年）七月升雲南右参议，三十六年升陕西苑马寺卿，三十八年考察去職。

## 家族
曾祖劉文；祖父劉銘；父劉珍，母梁氏。弟刘以宽。

## 佚事
《清稗類鈔》記載劉以平娶妻不棄其病之事。